# Avenida Vélez Sársfield (Córdoba)
La Avenida Dalmacio Vélez Sársfield es una importante avenida de la ciudad de Córdoba que une el centro de la ciudad con la zona sur de la misma. Lleva su nombre en honor al abogado y político argentino Dalmacio Vélez Sársfield.

Es una de las avenidas con mayor flujo de tránsito de la ciudad y recoge (en sentido inverso) el tránsito proveniente de la zona sur de la misma y de la provincia. 
Al llegar a la altura del 4.000 aproximadamente, esta avenida cruza la  RN A019 , más conocida como Avenida de Circunvalación. Desde allí, hacia el sur, forma parte de la Red de Accesos de la Ciudad de Córdoba. 
Tiene su nacimiento (altura 0) en la intersección con calle Deán Funes y es continuación de la Avenida General Paz. 
Fue denominada oficial y popularmente como "La Calle Ancha", hasta recibir, a fines de siglo XIX, su actual denominación, que conmemora al célebre jurista Dalmacio Vélez Sarsfield.
Desde la nomenclatura 0 hasta 1400 (Calle Deán Funes - Plaza de las Américas), cuenta con un solo sentido de circulación (norte-sur), y cinco carriles; luego de la Plaza de las Américas, cuenta con doble sentido de circulación y dos carriles de por cada sentido.
Algunos lugares históricos por los que esta avenida cruza son: Iglesia Santo Domingo, Caja Popular de Ahorros (actual sede de la Lotería de Córdoba), Manzana Jesuítica, Teatro del Libertador General San Martín, Patio Olmos, Seminario Mayor, y más alejado de la vorágine céntrica, encontramos la Universidad Nacional de Córdoba y la casa natal del Dr. Oscar Cocca.
Además, esta avenida es, desde la Plaza de Las Américas, la  RN 36 , ruta que conecta la ciudad de Córdoba con las ciudades de: Despeñaderos, San Agustín, Almafuerte, Berrotarán, y Río Cuarto, entre otras.

## Transporte público en la Avenida
Por esta avenida, circula gran cantidad de líneas de colectivos, (minibús, o buses urbanos), taxis y remises, principalmente en el sector más céntrico. Entre las líneas de colectivos urbanos se encuentran:
| Corredor | Líneas                                  |
| -------- | --------------------------------------- |
|          | - R - R1 - R2 - R3 - R5 - R6 - R8 - R11 |
|          | - Trole C - Trole A                     |
|          | - D3 - D6                               |
|          | - C - C1 - C7                           |
|          | - N - N1 - N2 - N3 - N4 - N5            |
|          | - A - A2 - A3 - A4 - A6 - A10           |
|          | - E - E1 - E2 - E4 - E7                 |